# Carl Gotthelf Böhme
Carl Gotthelf Siegmund Böhme (auch Karl Gotthelf Böhme, * 24. Januar 1785 in Burgstädt; † 20. Juli 1855 in Connewitz) war ein deutscher Musikverleger, Musikalienhändler und Tabakfabrikant.
Carl Gotthelf Böhme war von 1828 bis 1855 Eigentümer des Verlages C.F. Peters in Leipzig. Er übernahm diesen am 1. November 1828 von der minderjährigen Tochter Anna des 1827 verstorbenen Verlegers Carl Friedrich Peters vermittelt über deren Vormund. Er stand diesem Verlag bis zu seinem Tod vor.
Carl Gotthelf Böhme verfügte testamentarisch die Umwandlung des Verlages in eine Wohltätigkeitsstiftung unter der Aufsicht der Stadt Leipzig.